# 埃姆舍河
埃姆舍河（德語：Emscher）是德國的河流，為萊茵河支流，河道全長84公里，流域面積775平方公里，平均流量每秒16立方米，發源自霍爾茨維克德，河口處在丁斯拉肯。

## 外部連結
- （页面存档备份，存于）